# آلن استیونسون (بازیکن فوتبال)
آلن استیونسون (انگلیسی: Alan Stevenson؛ زادهٔ ۶ نوامبر ۱۹۵۰) بازیکن فوتبال اهل بریتانیا است.
از باشگاه‌هایی که در آن بازی کرده‌است می‌توان به باشگاه فوتبال چسترفیلد، باشگاه فوتبال هارتل پول یونایتد، باشگاه فوتبال برنلی، و باشگاه فوتبال روترهام یونایتد اشاره کرد.